# Vespa ordinata
Vespa ordinata är en getingart som beskrevs av Geoffroy 1785. Vespa ordinata ingår i släktet bålgetingar, och familjen getingar. Inga underarter finns listade i Catalogue of Life.